# West Liberty (Kentucky)
West Liberty – miasto w Stanach Zjednoczonych, w stanie Kentucky, siedziba administracyjna hrabstwa Morgan.